# Parti Populaires en liberté
 (février 2019).
Si vous disposez d'ouvrages ou d'articles de référence ou si vous connaissez des sites web de qualité traitant du thème abordé ici, merci de compléter l'article en donnant les références utiles à sa vérifiabilité et en les liant à la section « Notes et références ».
Le Parti Populaires en liberté (en espagnol : Partido Populares en Libertad) (PPL) est un ancien parti politique espagnol de Melilla fondé en 2011 et dissous en 2016. Il se définissait comme un parti du centre, réformiste et libéral.

## Historique
Le PPL est créé le 26 mars 2011 par Ignacio Velázquez Rivera, ancien maire de Melilla entre 1991 et 1998 et issu du Parti populaire (PP). Lors des élections à l'l'Assemblée de Melilla en mai suivant, le parti obtient 7 % des voix et 2 sièges de conseillers. Lors des élections suivantes de mai 2015, le PPL ne détient plus qu'un siège, occupé par Paz Velázquez, la fille du fondateur. Celle-ci devient vice-présidente du gouvernement local présidé par Juan José Imbroda, du PP.
Le 12 novembre 2016, lors d'un congrès extraordinaire le parti prononce sa dissolution et son intégration dans le Parti populaire.

### Sources
- (es) Cet article est partiellement ou en totalité issu de l’article de Wikipédia en espagnol intitulé « Partido Populares en Libertad » (voir la liste des auteurs).